# لوري كيرن
لوري كيرن هي رامية الرمح ‏ كندية، ولدت في 6 فبراير 1957.

## روابط خارجية
- لوري كيرن على موقع اتحاد ألعاب الكومنولث (مؤرشف) (الإنجليزية)